# Powiat śląski

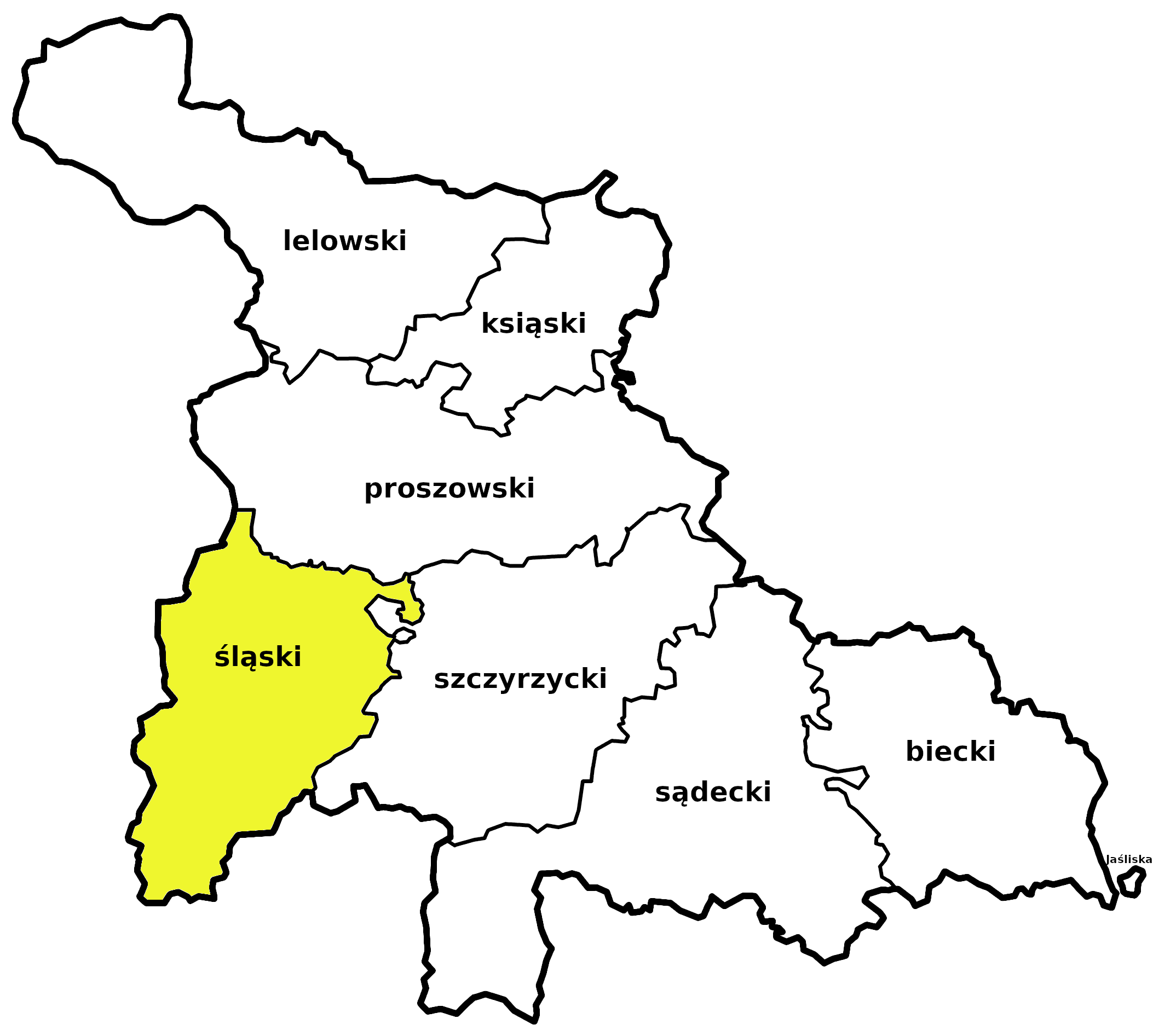
     Powiat śląski w województwie krakowskim pod koniec XVI wieku

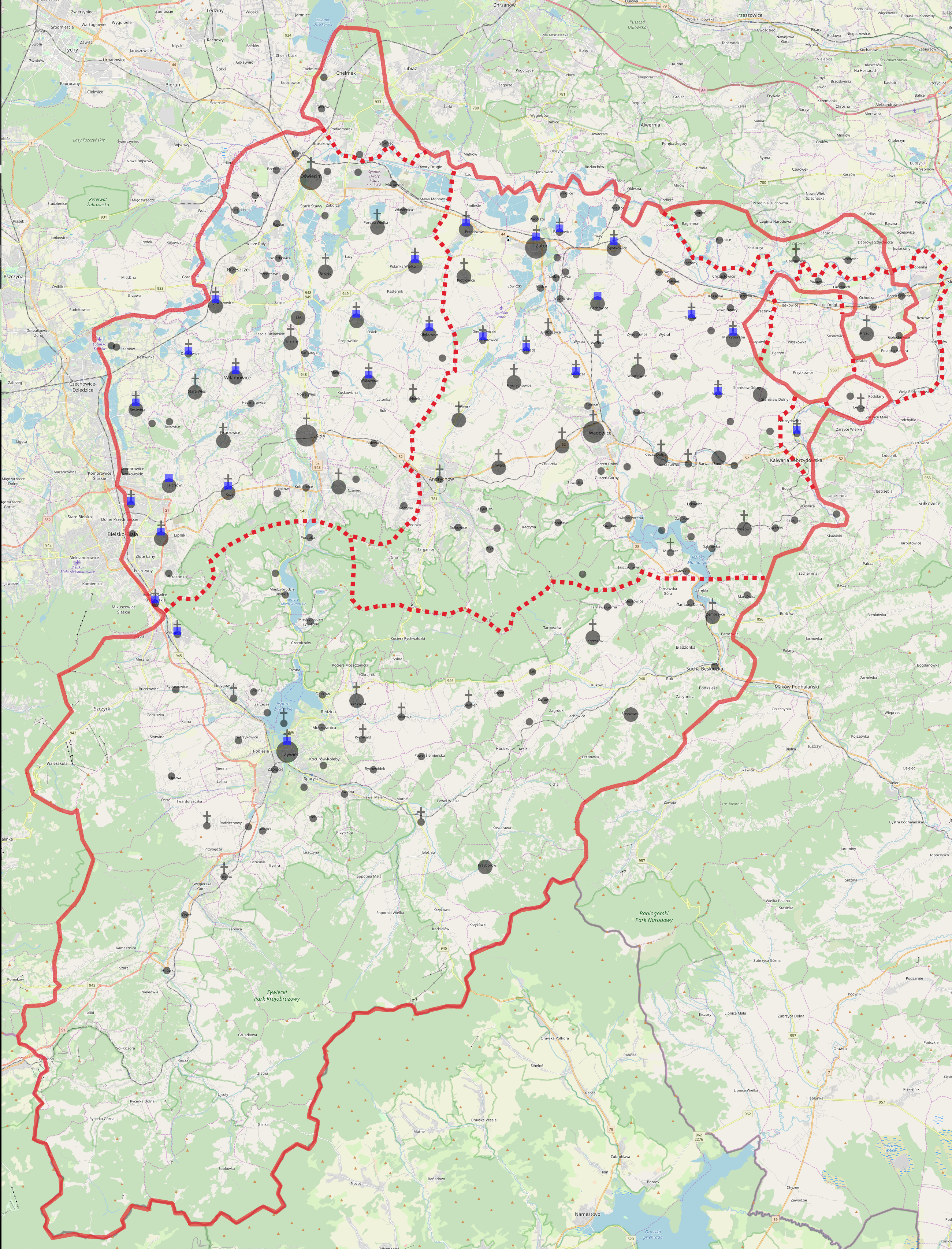
Powiat śląski na tle współczesnej mapy i XV-wiecznych granic księstw oświęcimskiego i zatorskiego

Powiat śląski – jednostka administracyjna Korony Polskiej (województwa krakowskiego), utworzona w 1564 przez inkorporację księstwa zatorskiego i oświęcimskiego.
Otrzymał własny sąd ziemski z siedzibą w Zatorze i istniał do III rozbioru Polski. W 1600 roku powiat miał obszar 2629 km² obejmujący 193 miejscowości i miał nieco zmienione granice w porównanie do księstw przed ich zakupem przez Koronę Polską, przede wszystkim na północy i północnym wschodzie, gdzie obszar powiatu powiększono na północnym brzegu Wisły i o Zebrzydowice z dawnego korytarza radwanickiego, w jego skład nie weszły za to Brzezinka i Kopytówka na wschód od Brzeźnicy i część miejscowości z dawnej eksklawy krzęcińskiej koło Skawiny.
Powiat początkowo obejmował cztery miasta królewskie: Oświęcim, Zator, Kęty, Wadowice i jedno miasto szlacheckie: Żywiec. Jedynie Kęty miały ponad 1000 mieszkańców. Liczba wsi wynosiła 188, z czego 38 liczyło ponad 200 mieszkańców. W 1617 założono miasto Zebrzydów, dziś Kalwaria Zebrzydowska. W 1723 prawa miejskie uzyskała Biała. Wokół tego miasta zamieszkiwała ludność niemiecka tworząca część bielsko-bialskiej wyspy językowej. W 1767 prawa miejskie otrzymał Andrychów, przez co liczba miast w powiecie wzrosła do 7.
Wśród mieszkańców dominował katolicyzm, którego wierni skupieni byli w diecezji krakowskiej, głównie w dekanacie Oświęcim (30 parafii) i Zator (nie w całości, 28 parafii), 3 parafie należały do dekanatu Skawina a jedna do Nowej Góry. Na przełomie XVI i XVII wieku było tu niespełna 30 zborów protestanckich (głównie kalwińskich), najwięcej na terenie województwa krakowskiego, w rękach protestantów było 29% całkowitej liczby kościołów. Innowiercy byli obecni w 34 parafiach, głównie we włościach prywatnych, a ich liczbę szacuje się na 10 – 15 tysięcy. W XVII wieku odebrano większość kościołów, a w XVIII wieku większość miejscowości było już zrekatolicyzowane.
Największa społeczność żydowska żyła w Oświęcimiu. Największy rozrost nastąpił pod koniec XVI wieku, kiedy powstały po raz pierwszy kahał, synagoga i szkoła żydowska. W latach 1747–1749 na terenie dekanatu Oświęcim żyło 2462 żydów.
Według dwóch dokumentów służących administracji do ściągania podatków: oblaty taryfy łanowej z 1673 oraz taryfy podatkowej Rzeczypospolitej z 1772 roku wynika, że obszar księstw Oświęcimia i Zatora (powiatu śląskiego) liczył łącznie 7 miast oraz 241 włości z ludnością liczącą 164 577.